# Erwin Tratz
Erwin Tratz (* 1927) ist ein ehemaliger deutscher Gewichtheber.

## Werdegang
Erwin Tratz, der Kaufmann war, entstammte einer alten Nürnberger Familie, in der schon seit Generationen Schwerathletik (Ringen und Gewichtheben) betrieben wurde. Es verwundert deshalb nicht, dass auch er sich als junger Mann dem Gewichtheben zuwandte. Im Frühjahr 1949 erzielte er im Halbschwergewicht (bis 82,5 kg Körpergewicht) 295 kg im olympischen Dreikampf. Im Herbst des gleichen Jahres war er anlässlich eines Städtekampfes Nürnberg gegen Wien schon bei 325 kg angelangt und schlug dabei den späteren Europameister Willi Flenner, der 320 kg erzielte. Erwin Tratz blieb bis 1965 aktiv und gewann fünf deutsche Meistertitel. Es gelang ihm aber nie, die europäische oder gar Weltspitze zu erreichen. Für deutsche Spitzensportler, die ja damals eigentlich Feierabendsportler waren, waren die Bedingungen, unter denen sie leben und trainieren  mussten, einfach zu schlecht. Mit dem heraufkommenden Staatsamateurismus der Ostblockstaaten konnten die deutschen Gewichtheber zu Zeiten Erwin Tratz' nicht mithalten. Sein 8. Platz bei der WM in Stockholm, der ersten WM, die er bestritt, liest sich ganz schön, aber es war gleichzeitig der letzte Platz in seiner Gewichtsklasse. Der Abstand, den er dabei zum Sieger Worobjow hatte, war 97,5 kg. 1955 startete er in Wien ein zweites Mal bei einer WM. Dieses Mal wurde er mit 357,5 kg unter 12 Teilnehmern Neunter.

## Internationale Einsätze
(WM = Weltmeisterschaft, EM = Europameisterschaft, Ls = Leichtschwergewicht, Ms = Mittelschwergewicht)
- 1953, 8. Platz, WM + EM in Stockholm, Ls, mit 332,5 kg, EM-Wertung: 6. Platz, Sieger: Arkadi Worobjow, UdSSR, 430 kg vor Trofim Lomakin, UdSSR, 427,5 kg;
- 1954, 9. Platz, WM + EM in Wien, Ls, mit 357,5 kg, EM-Wertung: 6. Platz, Sieger: Thomas Kono, USA, 435 kg, vor Trofim Lomakin, 427,5 kg

## Länderkämpfe
- 1953, gegen Österreich, Ls, 345 kg – Emmerich Bauer, 350 kg;
- 1954, gegen Frankreich, Ls, 350 kg – Marchal, 360 kg;
- 1955, gegen Frankreich, Ls, 345 kg – Dochy, 367,5 kg

## Deutsche Meisterschaften
- 1949, 3. Platz, Ls, mit 312,5 kg, hinter Ernst Köhler, Weinheim, 345 kg und Anton Gietl, TSV 1860 München, 330 kg;
- 1950, 3. Platz, Ls (FK), mit 395 kg, hinter Hans Claussen, Lübeck, 422,5 kg und Köhler, 397,5 kg;
- 1951, 1. Platz, Ls, mit 327,5 kg, vor Ottmar Weiß, TSV 1860 München, 317,5 kg und Wagenknecht, Weil im Dorf, 307,5 kg;
- 1952, 1. Platz, Ms, mit 347,5 kg, vor Köhler, 342,5 kg und Ludwig, Berlin (Ost), 312,5 kg;
- 1953, 1. Platz, Ls, mit 347,5 kg, vor Helmut Kienert, Berlin, 332,5 kg und Fritz Mast, TSV 1860 München, 330 kg;
- 1954, 1. Platz, Ls, mit 355 kg, vor Günter Siebert, Leipzig, 352,5 kg und Hans Claussen, 347,5 kg;
- 1955, 3. Platz, Ms, mit 360 kg, hinter Josef Schnell, Schrobenhausen, 372,5 kg und Günter Franke, Sieglar, 365 kg;
- 1956, 2. Platz, Ms, mit 375 kg, hinter Schnell, 385 kg und vor Franke, 367,5 kg
- 1959, 1. Platz, Ms, mit 375 kg, vor Georg Schipper, Griesheim, 365 kg und Bernhard Szwejk, Hüls, 360 kg

## Deutsche Rekorde
im beidarmigen Drücken:
- 112,5 kg, 1953, Ls,
- 115 kg, 1953, Ls,
- 116 kg, 1955, Ls,
- 120 kg, 1955, Ls